# Guglielmo Epifani
Guglielmo Epifani (ur. 24 marca 1950 w Rzymie, zm. 7 czerwca 2021 tamże) – włoski działacz związkowy i polityk, w latach 2002–2010 sekretarz generalny Włoskiej Powszechnej Konfederacji Pracy (CGIL), parlamentarzysta, w 2013 lider Partii Demokratycznej.

## Życiorys
W 1973 ukończył studia z zakresu filozofii na Uniwersytecie Rzymskim – La Sapienza. Od 1974 do 1978 pracował jako nauczyciel akademicki na wydziale literatury tej uczelni. W międzyczasie został dyrektorem wydawnictwa związanego z CGIL. W 1979 objął stanowisko sekretarza generalnego związku zawodowego branży poligraficznej. W 1990 przeszedł do sekretariatu Włoskiej Powszechnej Konfederacji Pracy. Od 1994 był zastępcą sekretarza generalnego ds. międzynarodowych. Rok wcześniej wybrano go w skład Krajowej Rady Gospodarki i Pracy (CNEL).
W 2002 zastąpił Sergia Cofferatiego na funkcji sekretarza generalnego CGIL, najliczniejszej włoskiej centrali związkowej. Stanowisko to zajmował do 2010, kiedy to został zastąpiony przez Susannę Camusso. W 2011 stanął na czele Stowarzyszenia im. Bruno Trentina. Zaangażował się także w działalność polityczną – w 2013 został kandydatem Partii Demokratycznej w wyborach parlamentarnych, uzyskując mandat posła do Izby Deputowanych XVII kadencji.
11 maja 2013 został sekretarzem Partii Demokratycznej (faktycznym liderem partii). Funkcję tę pełnił do 15 grudnia tego samego roku. W 2017 dołączył do nowo powołanego ruchu politycznego pod nazwą Artykuł 1 – Ruch Demokratyczny i Postępowy. W 2018 utrzymał mandat poselski na XVIII kadencję z ramienia lewicowej koalicji Wolni i Równi.